# Vitex colombiensis
Vitex colombiensis là một loài thực vật có hoa trong họ Hoa môi. Loài này được Pittier miêu tả khoa học đầu tiên năm 1922.